# Carl Jonas Love Almqvist
Carl Jonas Love Almqvist (28. listopadu 1793 farnost Adolfa Fridricha, Stockholm – 26. září 1866 Brémy) byl švédský prozaik, básník a dramatik, školní učitel , hudební skladatel, kněz,  feminista a sociální kritik. Některé jeho názory mohou být považovány za překvapivě moderní, např. jeho myšlenky o rovnosti žen a mužů se mohou považovat za radikální i podle současných měřítek. Ve svém literárním díle zpočátku vystupoval jako typický revoluční romantik, později se stal liberálem a jedním z průkopníku realismu ve švédské literatuře.

## Život
Narodil se v rodině válečného komisaře. Již v mládí projevoval velký zájem o studia, v čemž jej podporoval jeho dědeček z matčiny strany publicista Carl Christoffer Gjörwell starší. Roku 1808 začal studovat na Uppsalské univerzitě a roku 1815 získal titul doktora filozofie. Zde se také seznámil s myšlenkami herrnhutismu, rousseauismu a Swedenborgova mysticismu, které ovlivnily jeho raná díla, díky kterým se stal významným představitelem romantismu. Některé své texty dokonce sám zhudebnil.

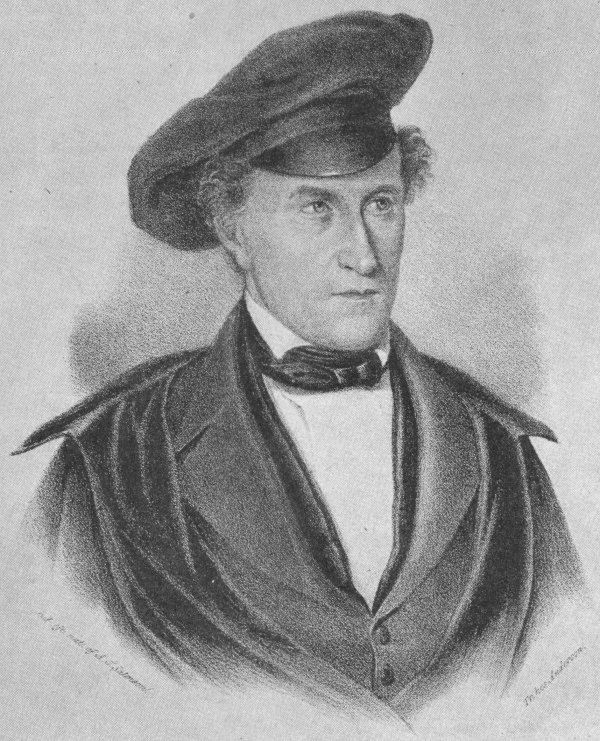
Almqvistův portrét z roku 1843

Po skončení studií pracoval jako úředník v církevním úřadu ve Stockholmu. V roce 1823 však na svou funkci rezignoval a na začátku následujícího roku se přestěhoval do severního Värmlandu, nejprve do Skillingsfors a pak do Gravsundu ve farnosti Köla, kde s některými přáteli, inspirován Jeanem-Jacquesem Rousseauem, zamýšlel žít idealizovaným rolnickým životem, který harmonicky spojuje rozjímání s manuální prací v přírodě. Zde se také roku 1824 oženil s dcerou sládka Annou Marií Andersdotter Lundströmovou, se kterou měl dvě děti. Experiment se nezdařil, takže se již roku 1826 vrátil zpět do Stockholmu a díky přátelům získal místo učitele na vojenské akademii na zámku Karlberg. Roku 1828 se stal učitelem na experimentální škole Nya Elementar (Nová základní škola) a v letech 1829 až 1841 byl jejím ředitelem. Stal se také autorem několika učebnic. Roku 1837 se nechal vysvětit na kněze, protože doufal ve jmenování pastorem. Koncem třicátých let se rovněž obrátil proti romantismu a začal psát poměrně realisticky.
Velkým zlom v jeho životě mu přineslo vydání románu Det går an (Jde to) v roce 1839, který byl vlastně útokem na manželství. Objevuje se v něm myšlenka zrušení majetkového společenství mezi manžely a finanční osvobození vdané ženy od mužského poručnictví nad kapitálovým i pracovním příjmem. V románu také autor zdůrazňuje, že manželství má být přísně soukromou dohodou mezi dvěma lidmi, že stát ani církev by neměli mít právo tuto smlouvu  „potvrzovat“ a že každá strana by měla mít právo tuto dohodu zrušit, aniž se musela obracet na nějaký státní nebo církevní orgán. Poukazuje na to, jak ženám zničilo život připoutání ke zlým mužům. Román vyvolal velké pobouření dokonce i u několika představitelů uppsalského romantismu. Byl obviněn z kázání nemravnosti, jeho společenské postavení bylo podkopáno, byl donucen podat rezignaci na místo ředitele v Nya Elementar a nezískal žádné církevní povýšení. Živil se pak jako novinář, především v Aftonbladet (Večerní noviny) a v Jönköpingsbladet (Jonkopinský list), a jako autor senzačních dobrodružných a strašidelných románů ve stylu Alexandra Dumase a Eugéna Suea, aby získal pro svá díla masové publikum a vydělal tak peníze. Znovu začal také psát hudbu. Jeho finanční situace se nezlepšila a Almqvist se zapletl s lichváři. To nakonec vedlo k tomu, že v červnu roku 1851 uprchl ze Stockholmu do USA, aby se vyhnul stíhání pro silné podezření z falšování směnek a z pokusu otrávit starého lichváře arsenem. Byl souzen v nepřítomnosti a zbaven kněžského úřadu.
V Severní Americe žil Almqvist pod různými jmény, například jako Louis Gustave nebo Lewis Gustavi. Hodně cestoval, živil se, jak se dalo a žil v nuzných, omezených a nanejvýš potupných podmínkách. Po usazení ve Filadelfii se dopustil bigamie, protože se oženil se starší vdovou Emmou Nugentovou, majitelkou pensionátu. V roce 1865 se pokusil vrátit do vlasti. Pod jménem profesor Carl Westermann se usadil v Brémách, kde roku 1866 zchudlý zemřel. Pochován byl v Brémách na Heerdenthors Friedhof, ale roku 1901 byly jeho ostaky převezeny do vlasti a pochovány v rodinném hrobě Gjörwellových na stockholmském Severním hřbitově v Solně.

## Dílo

Carl Jonas Love Almquist, portrét od Johana Gustafa Köhlera

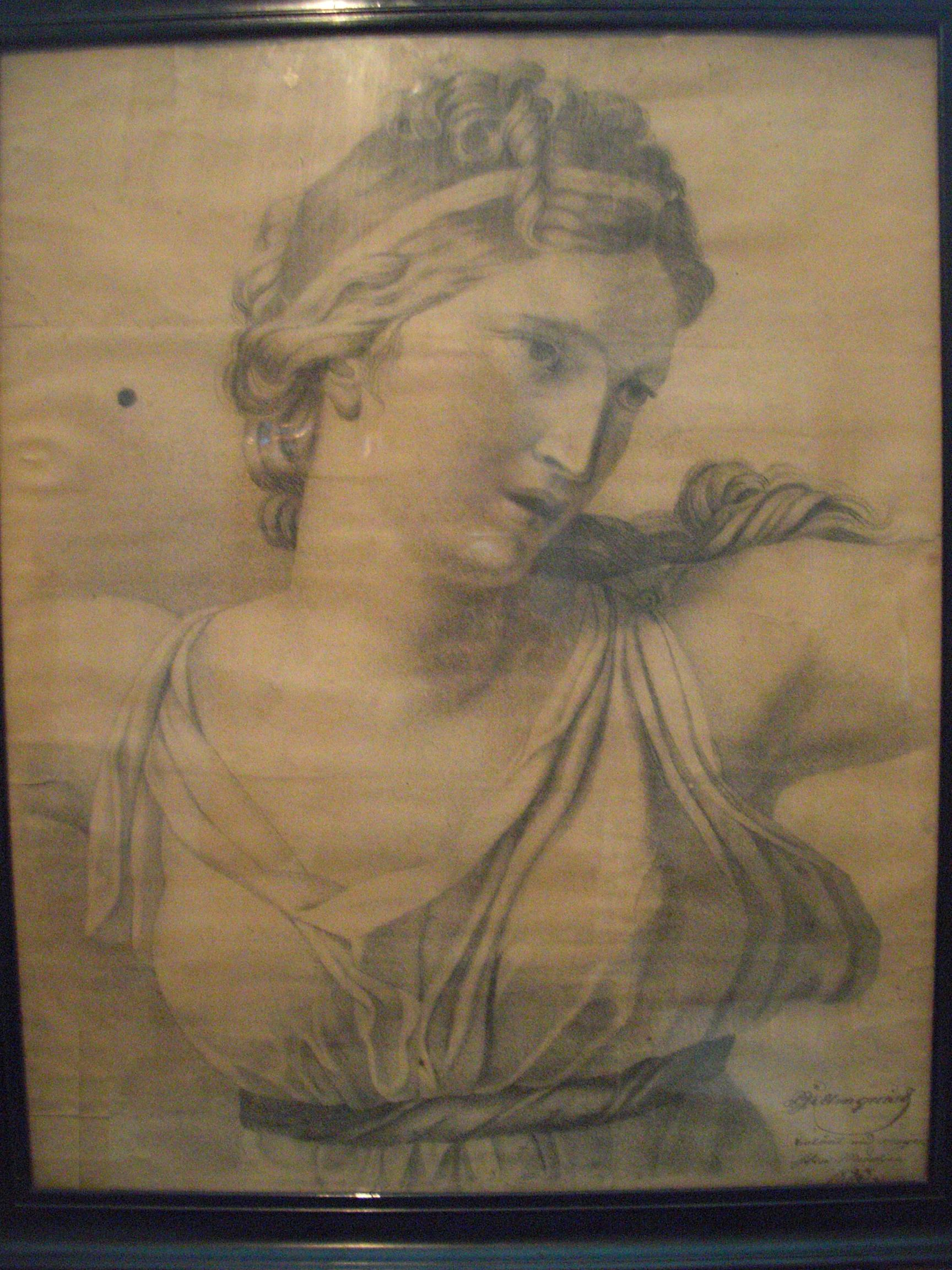
Únos Sabinek, Almqvistova kresba, 1823

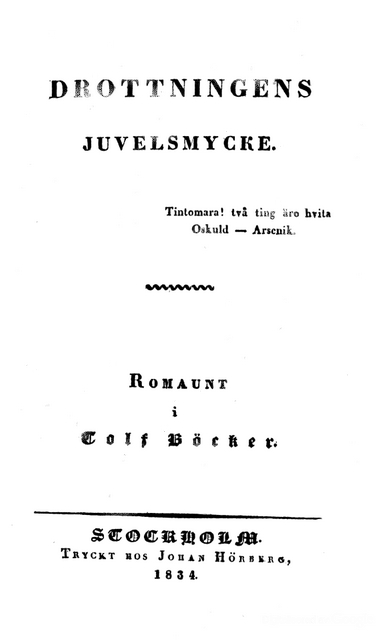
První vydání románu Královnin šperk z roku 1834

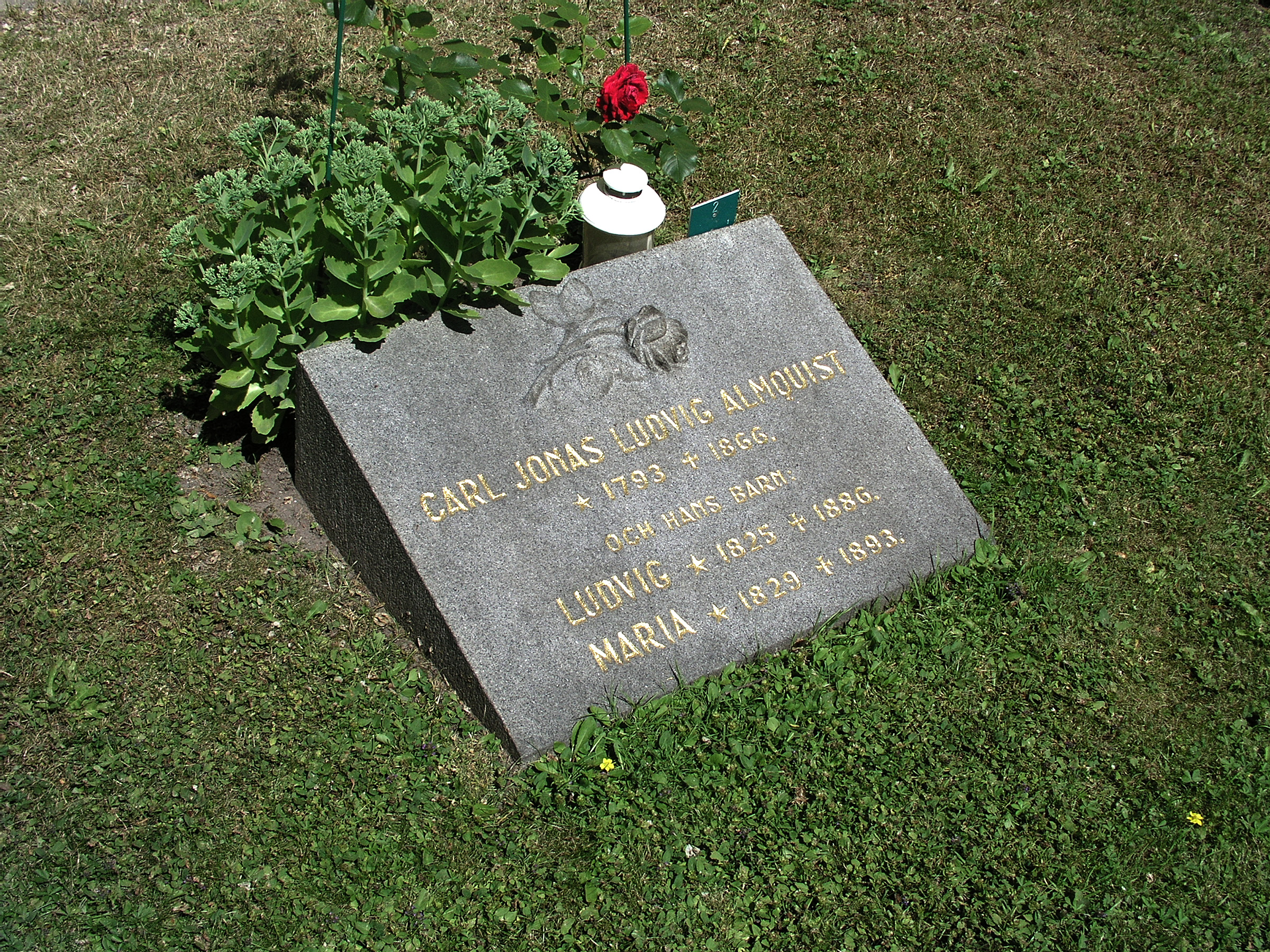
Almqvistův náhrobek v Solně

Almqist vstoupil na literární scénu jako radikální romantik. Jeho díla se vyznačovala krajní subjektivitou, dekadencí, erotikou a tendenci k intelektuální a morální anarchii. Jeho tvorba tohoto období je nesmírně bohatá a pestrá: divadelní hry, historické romány, snová a neobyčejně intenzívní intimní lyrika, nebo satirické alegorie kritizující konvenční společenskou morálku.
Unaven každodenní vysilující prací ve škole a neúspěšnými pokusy získat profesuru Almqist koncem třicátých let postupně opouštěl bizarní fantastický svět svých romantických děl a vytvořil si střízlivý, realistický a sociálně uvědomělý literární program, který pak rozvíjel v esejích analyzujících společenské poměry a v sociálně zabarvených povídkách z lidového života a v realistických novelách. Kromě toho byl také žurnalista a autor učebnic. Velkou část svých prací soustředil Almqist v rozsáhlém cyklu Törnrosens bok (1833-1851, Kniha šípkové růže).

## Výběrová bibliografie

### Próza, poezie a drama
- Försök till Hectors lefnad (1814,  Pokus o Hectorův život), drobná satirická báseň, první Almqvistovo tištěné dílo.[7]
- Murnis eller De dödas sagor (1819, tiskem 1845, Murnis neboli Pohádky mrtvých), povídka o kráse lásky s idealizací středověkého pohádkového světa a švédského náboženského přesvědčení.[4]
- Cypressen» (asi 1821, tiskem 1906, Cypřiš), román s autobiografickými prvky.[5]
- Amorina (1822, přepracováno 1839), román obsahující bizarní romantická dobrodružství popisovaná se svěžestí a silou v zobrazení lidí a přírody. Forma díla je směsí prózy, lyriky a dramatu, pro kterou sám autor vytvořil název básnická fuga. Autor v románu vyslovuje četné revoluční myšlenky a prudce útočí na neživotný církevní formalismus, na instituci manželství, na konvenční morálku a na tradiční názory společnosti týkající se svobodné vůle a mravní odpovědnosti člověka. První vydání z roku 1822 Almqvist zničil, pravděpodobně na nátlak strýce z otcovy strany, biskupa v Hárnósandu, takže Amorina vyšla tiskem teprve v roce 1839 v poněkud upravené formě. Dílo obsahuje silné prvky gotického románu a vypráví příběh údajné knězovy dcery Henriky, která přijme jméno Amorina, když působí jako kazatelka a charitativní pracovnice. Milují ji dva urození bratři - jeden zlý a jeden dobrý, kteří se zdánlivě stanou obětí rodové kletby (jeden zešílí a druhý spáchá sebevraždu). Jak se později ukáže, Henrika je jejich neznámou sestrou.[4][8]
- Törnrosens bok (1833–1851, Kniha šípkové růže), rozsáhlý cyklus spojující na pozadí jednoho rámcového příběhu různé žánry ((romány, novely, povídky, dramata, básně i eseje). Práce byla publikována ve dvou vydáních zčásti současně a s částečně se překrývajícím obsahem, pojmenovaných podle jejich formátu: v menším formátu duodes (dvanácterka, asi 16 cm výšky knihy[9]) vyšlo v letech 1833-1851 čtrnáct dílů a ve větším imperialoktav (osmerka, do 25 cm výšky[9]) v letech 1839-1850 tři rozsáhlé díly. K nejvýznamnějším částem cyklu patří:[4][5]
  - Jagtslottet (1833, Lovecký zámeček), krátký román, který jaké první díl cyklu tvoří rámcový příběh pro další vyprávění. Na zámečku dvorního maršála Huga Hamilkara Löwenstjerny v Närke se každý večer schází společnost, aby si vyslechla vyprávění příběhů, pověstí, legend a pohádek, aby poslouchali písně a hudbu nebo aby sledovali živé obrazy. Hlavním vypravěčem je samotář Richard Furumo z Råbäckenu, považovaný za alter ego autora.
  - Hermitaget (1833, Poustevna), historický román z doby švédského krále Valdemara I.
  - Drottningens Juvelsmycke (1834, Královnin šperk), žánrově román nebo knižní drama odehrávající se těsně před a v době atentátu na krále Gustava III. roku 1792. V románu vystupuje androgynní primabalerína Tintomara, která je neuvěřitelné krásná. Muži i ženy jsou uchváceni jejím zevnějškem, ale Tintomara jejich lásku neopětuje. Pohlaví Tintomary není známo, je vnímána jako muž nebo žena podle toho, kdo se do ní zamiloval. V románu je nevlastním sourozencem nezletilého krále Gustava IV. Adolfa. Zcizí královnin diadém, aby jej ukázala své matce, tím se zaplete do atentátu na krále a stane se nakonec nevinnou obětí bezohledných a nesmyslných pletich.
  - Ramido Marinesco (1834), drama odehrávající se na Mallorce v době rané renesance, jehož hlavním hrdinou je Ramido, syn Dona Juana.
  - Signora Luna (1835), drama odehrávající se ve středověkém Palermu a je o lásce mezi dvěma sourozenci.
  - Kapellet (1838, Kaple), povídka odehrávající se v jihošvédském rybářském prostředí. Mladý asistent pastora přichází do osamělé kaple, kde káže místním lidem, kteří ho změní a dají mu příležitost nejen studovat vyznání víry, ale také je žít.
  - Skällnora Qvarn (1838, Skällnorský mlýn), novela s děsivými a ponurými částmi vyprávějící kriminální příběh.
  - Skaldens natt (1838, Noc básníka), lyrický prozaický monolog vykreslující silný nábožensko-mystický zážitek.
  - Ormus och Ariman (1839, Ormus a Ariman), satirická povídka, parafráze perské pověsti, která je útokem na existující státní a církevní byrokratismus.[3]
  - Målaren (1840, Malíř), v mnoha směrech autobiografická povídka chválící jednoduchý způsob života a poctivou manuální práci prostého lidu. Povídka je považována za jedno z prvních autorových děl, ve kterých Almqvist opustil romantismus pro realismus.
  - Den Sansade Kritiken (1849, Zdravá kritika), komedie, zčásti překlad, zčásti pastiš Molièrovy Kritiky školy pro ženy.
  - Songes (1849, Sny), sbírka pasesáti krátkých básní, které samotný autor zhudebnil.
  - Purpurgrefven (1850, Purpurový hrabě), komedie.
- Europeiska missnöjets grunder (1838, tiskem 1847, Příčiny evropské nespokojenosti), sociální a politické pojednání, snad nejrevolučnější autorův pamflet.[4]
- Det går an (1839, Jde to), krátký román řešící otázky nového, modernějšího vztahu mezi mužem a ženou. Vydání románu vyvolalo velké pobouření. Autor byl obviněn z kázání nemravnosti a jeho společenské postavení bylo podkopáno. Děj se odehrává při plavbě na parníku Yngve Frey mezi Stockholmem a Lidköpingem, na kterém se seznámí seržant Albert a dcera sklářského mistra Sara Videbecková. Zamilují se do sebe a žijí jako manželé. Sara ale nechce souhlasit s žádným sňatkem v právním smyslu, protože má s takovým spojením příliš smutné zkušenosti z vlastního domova. Nemá nic proti vztahu s Albertem, ale nechce se stát jeho ženou, neobětuje svou nezávislost, domácnost ani svůj majetek, aby nad ní měl práva někdo jiný. Albert má sice starosvětské názory, ale s návrhy Sary (každý zůstane u své práce, nebudou stále bydlet pohromadě a nebudou denně zasahovat do svého soukromého života) nakonec souhlasí.[4]
- Grimstahamns nybygge (1839, Grimstahamnská novina), realistická povídka líčící život na švédském venkově. Vypráví o mladém manželském páru, který přebírá zchátralý statek a snaží se jej a jeho zemědělskou půdu zrekonstruovat.[4]
- Om poesi i sak (1839, O poezii věcí), esej svědčící o autorově odklonu od romantismu.[3]
- Ladugårdsarrendet (1840, Pacht Ladugårdu), povídka z rolnického prostředí.[3]
- Amalia Hillner (1840), román rozvíjející myšlenky z Jde to a prosazující  právo na pravou lásku, i když je polygamní.[5]
- Gabrièle Mimanso (1841-1842), třídílný napínavý příběh s prvky gotického románu z francouzského prostředí zachycující milostný trojúhelník, životy prostitutek i život u dvora v Paříži roku 1840 včetně zobrazení atentátu na krále Ludvíka Filipa.[5]
- Tre fruar i Småland (1842-1843, Tři paní ze Smålandu), dobrodružný román, směs loupežnické romance a realistického zobrazení švédského venkovského života.[5]
- Smaragdbruden (1845, Smaragdová nevěsta), senzační dobrodružný román o dědickém sporu.[5]
- Herrarne på Ekolsund (1847, Pánové na Ekolsundu), třídílný dobrodružný román ve stylu Alexandra Dumase.[5]
- Syster och bror: en af Stockholms hemligheter (1847, Sestra a bratr, jedno ze stockholmských tajemství), román, intrikářský příběh s motivem sourozenecké lásky.[5]

### Hudba
- Fria fantasier för pianoforte (1847-1849, Volné fantazie pro pianoforte), jedenáct sešitů klavírních skladeb.[10]

### Učebnice
- Svensk rättstavningslära (1829, Švédská teorie správného pravopisu).
- Allmän språklära (1829, Obecná lingvistika)
- Räknekonst för begynnare eller praktisk aritmetik (1832, Aritmetika pro začátečníky aneb praktická aritmetika).
- Praktisk lärobok i franska språket (1838, Praktická učebnice francouzského jazyka).
- Menniskoslägtets Saga, eller Allmänna werldshistorien förenad med geografi (1839-1840, Sága o lidské rase aneb všeobecné světové dějiny spojené s geografií), nedokončená učebnice světových dějin v kombinaci s geografií.
- Ordbok öfver svenska språket i dess närvarande skick (1842–1844, Slovník švédského jazyka v současném stavu), nedokončeno.[5]

## Adaptace

### Hudba
- Skaldens natt (1958, Noc básníka), skladba pro soprán, sbor a orchestr od švédského hudebního skladatele Ingvara Lidholma podle Almqistova prozaického monologu.[11]
- Tintomara (1973), opera švédského hudebního skladatele Larse Johana Werleho, libreto Leif Söderström podle Almqvistova románu Královnin šperk.[12]
- Det går an (2016, Jde to), opera švédského hudebního skladatele Daniela Fjellströma, libreto Maria Sundqvistová podle stejnojmenného Almqvistova románu.[13]
- Drottningens juvelsmycke (2016, Královnin šperk), opera, hudbu tvoří částečně hudba, kterou složil Carl Jonas Love Almkvist a částečně Joseph Martin Kraus v úpravě Jonase Forsella, libreto Maria Sundqvistová[14]

### Film a televize
- Det går an (1963, Jde to), švédský televizní film, režie Bengt Lagerkvist.[15]
- Drottningens juvelsmycke (1967, Královnin šperk), šestidílný švédský televizní seriál, režie Bengt Lagerkvist.[15]
- Tintomara (1970), švédský film podle románu Královnin šperk, režie Hans Abramson.[15]
- Purpurgrefven (1974, Purpurový hrabě), švédský televizní film podle stejnojmenného Almqvistova dramatu, režie Jonas Cornell.[15]
- Det går an (1976, Jde to), švédský televizní film, režie Måns Westfelt.[15]
- Natten den 19 november (1978, Noc 19. listopadu), švédský krátký film podle Almqvistova prozaického monologu Skaldens natt, režie Margaretha Åsbergová.[16]
- En Afton På Jaktslottet (1984, Podvečer na loveckém zámečku), švédský televizní film, hudební adaptace vlastních Almqvistových skladeb provázaná volným příběhem inspirovaným jeho tvorbou obsaženou v Knize šípkové růže, režie John Zacharias.[17]

## Česká vydání
- Jde to, SNKLU, Praha 1965, přeložil Josef Vohryzek, svazek obsahuje tři autorovy novely Ormus a Ariman, Jde to a Grimstahamnská novina.